# Wilde (Buenos Aires)
Wilde es una ciudad de Argentina en el partido de Avellaneda en la provincia de Buenos Aires al sudeste de la ciudad de Buenos Aires, capital de la República Argentina. Limita al este con el Río de la Plata, al sudeste con el partido de Quilmes (localidades de Don Bosco y Bernal), al oeste con el partido de Lanús (localidad Monte Chingolo) y al noroeste con Villa Domínico (Avellaneda).
La tradición atribuyó el nombre al doctor Eduardo Wilde, médico y escritor, librepensador y ministro de Justicia y del Interior de los presidentes Roca y Juárez Celman en el siglo XIX. Lo más probable, empero, es que el nombre Wilde provenga de otro médico mucho menos conocido, José Antonio Wilde, tío de Eduardo, quien vivió más de 30 años en Quilmes.

## Accesos
Sus principales vías de acceso son tres: desde Buenos Aires la avenida Mitre, que constituye la traza urbana de la ruta provincial 36 a la costa atlántica; desde Quilmes la avenida Ramón Franco, paralela a las vías del ferrocarril Gral. Roca; entre Buenos Aires y La Plata, capital de la provincia, la autopista Doctor Ricardo Balbín, que constituye la Ruta Nacional 1, y el Acceso Sudeste, que constituye un tramo de la Ruta Nacional A001. 
Las principales arterias de Wilde son la Avenida Bartolomé Mitre, las avenidas Gral. Belgrano y Crisólogo Larralde (ex Agüero), todas en sentido norte-sur, y el eje de las avenidas Las Flores-Fabián Onsari (ex General Cadorna), de orientación este-oeste. El centro comercial está constituido por el tramo de la avenida Las Flores que se extiende entre las vías del ferrocarril y la avenida Gral. Belgrano, y por las cuadras de avenida Bartolomé Mitre entre el 6000 y el 6400. Allí se encuentran más de 300 comercios de diversos rubros, las sedes de los principales bancos y la comisaría 5.ª de Avellaneda. En otras áreas están el hospital municipal Dr. Eduardo Wilde, reinaugurado con un cómodo y amplio edificio construido en los últimos años del siglo XX, un polígono de tiro, varios clubes sociales y deportivos tales como el ¨Wilde Sporting Club¨y ¨Juventud de Wilde¨, entre otros y el campo deportivo del Club Atlético Independiente de Avellaneda. Wilde ha constituido siempre, durante muchos años, la ciudad residencial acomodada del partido de Avellaneda.
Las principales líneas de colectivos que pasan por dicha zona son: 17 22 24 33 85 98 129 148 159 247 266 271 293A 295 373 521 524 526 527 570

## Población
En el sector oeste se afincaron distintos inmigrantes. La zona este, próxima al río, por muchos años ocupada por viñedos del afamado vino "patero" o de la Costa, y por plantíos de hortalizas, ha quedado en parte abandonada y en pero se encuentra un gran espacio verde. Por su situación estratégica, de fácil acceso a la ciudad de Buenos Aires y La Plata (la capital nacional y la provincial), Wilde es considerada una ciudad de ubicación privilegiada.
Según el Censo Nacional de 2001, Wilde es la localidad más poblada de  Avellaneda, con 65.881 habitantes.

## Historia
En 1748, se selecciona la zona la cual hoy es la estación ferroviaria de Wilde para levantar la chacra de los frailes dominicos, quienes se dedicaban a la agricultura y ganadería. Tenían huertas, frutales, hornos de ladrillos, elaboración de cal y diversos talleres; pero con la reforma eclesiástica llevada a cabo por Bernardino Rivadavia, la estanzuela fue expropiada y abandonada.
Esta fue la primera población orgánica que se estableció en Wilde, y en todo el territorio de Avellaneda, pero que, al no haber dado origen a otro asentamiento poblacional, solo se le puede contar como antecedente y no como un hecho fundacional de la localidad actual.
La ocupación del territorio para explotación rural es muy antigua, ya que data de los últimos años del siglo XVI. El primer establecimiento allí fundado fue la estancia de un tal Luis Gaitán.
Si se tiene en cuenta la sucesión de hechos originados en 1884 cuando se instala la Casa de Bombas, de la Comisión de Salubridad, y en 1889 la estación ferroviaria. En 1898 se aprueba el primer fraccionamiento de tierras, de once manzanas, de Villa Dordoni, que constituye el origen de la urbanización actual.
También en tierras de la actual Wilde se fundó el primer saladero de todo el territorio nacional. Al urbanizarse la zona prevaleció la edificación baja, de tipología muy variada. Se alzaron tanto viviendas precarias, como las típicas construcciones de chapas que se conocieron entre la Boca de Buenos Aires, Avellaneda y el Dock Sud, como otras relativamente confortables, buena parte de ellas construidas por albañiles, maestros mayores de obras y constructores de origen inmigratorio, y hasta casas de arquitectura mucho más cuidada, algunas de las cuales eran verdaderas mansiones. Wilde recibió el título de ciudad por la ley provincial 8536 del año 1975.

Iglesia Nuestra Señora del Carmen (Wilde)

## Crecimiento y construcción

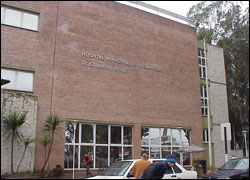
El Hospital municipal Dr. Eduardo Wilde, es uno de los más importantes en el Partido de Avellaneda.

En la actualidad, los edificios bajos están desapareciendo con rapidez alarmante del área céntrica de Wilde, reemplazados por edificios de 7 o más pisos. En torno a las avenidas Mitre, Las Flores, Ramón Franco y otras se han alzado hasta incluso verdaderos edificios torre, lo cual pone en peligro el bienestar de todos los habitantes, ya que el crecimiento de las infraestructuras de servicio de electricidad, gas y agua no sigue el mismo ritmo.
En marzo de 2017 se inauguró el paso bajo nivel que está ubicado sobre la avenida Ramón Franco está hace una conexión entre Este y Oeste. El cruce pasa por debajo de las vías del Ferrocarril Roca para facilitar la circulación vehicular desde el centro de Wilde a la Autopista Buenos Aires-La Plata. La obra se extendió durante casi tres años y medio y demandó una inversión de $164 millones.

## Educación y sanidad
El hospital público municipal Dr. Eduardo Wilde se encuentra entre los más importantes de Avellaneda y del sur del llamado Gran Buenos Aires. Entre las más de treinta escuelas primarias y secundarias de la localidad podemos encontrar tanto de gestión privada como estatal.

## Personalidades destacadas
- Juan José Negri (1920-2003). Exfutbolista de Estudiantes de La Plata, Boca Juniors, River Plate, Platense, San Pablo y Santos donde jugó con Pelé.
- Adrián Barilari (1959-Presente). Cantante de Rata Blanca.
- Pablo Planovsky (1990-presente). Escritor de La Nación.
- Fabricio Eloy Borelli (1990-presente). Abogado.
- Caringi Matias (2006-presente). Empresario
- Nicolas Adad (2005-presente). Escritor